# Bruny Surin
Bruny Surin (Cap-Haïtien, 12 de julho de 1967) é um atleta, velocista, campeão mundial e olímpico canadense.
Nascido no Haiti, sua família emigrou em 1975, para tentar nova vida em Montreal. Sua estréia em grandes competições representando o Canadá foi nos Jogos Pan-Americanos de 1987, em Indianápolis, um 15º lugar no salto em distância, que ele repetiu em Seul 1988. Após estes Jogos, seu empresário o levou para Siena, Itália, onde passou ser treinado pelo renomado técnico de atletismo italiano Franco Barucci. Barucci o persuadiu a deixar sua modalidade favorita, o salto em distância, e mudar para os 100 m rasos, prevendo que ele poderia correr essa distância em 10s10. No campeonato canadense do ano seguinte, Surin venceu a prova em 10s14.
Em sua segunda participação olímpica, Barcelona 1992, ficou em 4º nos 100 m e chegou às semifinais com o revezamento canadense 4X100 m. Depois da primeira medalha, de bronze, integrando o 4X100 m com Robert Esmie, Glenroy Gilbert e Atlee Mahorn  no Mundial de Stuttgart, em 1993, a partir de 1995 com a entrada de Donovan Bailey no lugar de Mahorn, Surin ganharia no revezamento todos os maiores eventos esportivos dos anos seguintes. Com os companheiros, foi campeão mundial em Gotemburgo 1995 - ele ganhou a prata nos 100 m rasos - e Atenas 1997. No Mundial de Sevilha, em 1999, ganharia outra medalha de prata nos 100 m. Nesta prova ele igualou o recorde canadense - e ex-recorde mundial - de Bailey (9s84) no que até então era o mais rápido tempo de um "perdedor' numa prova de 100 m rasos. 
O grande momento da carreira veio em Atlanta 1996, quando a equipe canadense derrotou o revezamento norte-americano, que dava sua vitória como absolutamente certa, dentro de casa, afirmando-se como a melhor equipe de velocidade do mundo. Em Atlanta, Surin conquistou sua medalha de ouro olímpica, integrando a equipe. 
Em Sydney 2000, onde era o favorito ao ouro nos 100 m, ainda sem estar recuperado de uma lesão na perna foi eliminado na semifinal da prova após sentir dores, diminuindo a velocidade e caminhando até a linha de chegada. Sua última apresentação num campeonato de alto nível foi no Mundial de Edmonton 2001, onde novamente se lesionou e foi retirado da pista numa cadeira de rodas.
Em 2008, ele foi empossado no Canada's Sports Hall of Fame, junto com Bailey, Esmie e Gilbert, pelas conquistas do revezamento de ouro nos anos 90. Atualmente, Surin ainda detém o recorde nacional canadense para os 100 m (9s84) e para a distância não-olímpica de 60 m (6s45).